# Les Lilas
Les Lilas is een gemeente in het Franse departement Seine-Saint-Denis (regio Île-de-France) en telt 22.993
inwoners (2016). De plaats maakt deel uit van het arrondissement Bobigny.

## Geografie
De oppervlakte van Les Lilas bedraagt 1,3 km², de bevolkingsdichtheid is 15558,5 inwoners per km².
De onderstaande kaart toont de ligging van Les Lilas met de belangrijkste infrastructuur en aangrenzende gemeenten.

## Demografie
Onderstaande figuur toont het verloop van het inwonertal (bron: INSEE-tellingen).

## Geboren
- Jean Yanne (1933-2003), acteur en filmregisseur
- Maïwenn Le Besco (1976), actrice en filmregisseur